# Златна искра
Златна искра је Међународни луткарски фестивал који је основан 1999. године. 
Представља јединствени луткарски фестивал у Србији, препознатљив и у европским оквирима. Одржава се на позорници Позоришта за децу, средином маја и траје седам дана. Оорганизује под покровитељством Министарства културе и града Kрагујевца, а организатор је Позориште за децу Крагујевац.
Први Међународни луткарски фестивал малих форми одржан је у Крагујевцу 1994. године, а 2001. добија садашњи назив Међународни луткарски фестивал „Златна искра“.